# Wirada
Wirada es un género de arañas de color marrón oscuro, de patas cortas y carentes de cribelo (sustituido por dos setas). Se asemejan a las arañas del género Crustulina.
El cuerpo del macho de W. punctata mide unos 1.4 mm y el de la hembra unos 1.5 mm. Ambos sexos de W. tovarensis miden 1 mm de largo.

## Especies
- Wirada punctata Keyserling, 1886 — Venezuela, Ecuador, Perú
- Wirada tijuca Levi, 1967 — Brasil
- Wirada tovarensis Simon, 1895 — Venezuela